# Couzijn van Leeuwen
Couzijn van Leeuwen (Hoevelaken, 21 mei 1959 - 16 juli 2019) was een Nederlandse beeldhouwer en schilder.

## Leven en werk
Van Leeuwen volgde het basisjaar aan de kunstacademie in Utrecht en werd verder opgeleid aan de Koninklijke Academie voor Kunst en Vormgeving (1981-1986) in 's-Hertogenbosch. Hij woonde en werkte in Breda, Amersfoort en Driebergen (vanaf 2014).
Van Leeuwen werkte sinds 2002 vooral met karton, hij maakte onder meer sculpturen, meubels en gangenstelsels van stroken karton, die soms in brons werden gegoten of uitgevoerd in keramiek. Van Leeuwens techniek waarbij hij steeds elementen toevoegde, gebruikte hij ook voor de metalen Oude Eemloopbrug die in 2011 in Amersfoort werd geplaatst, ter herinnering aan de voormalige Eembedding die een aantal jaren daarvoor werd teruggevonden. Planten en dieren zijn een terugkerend thema in zijn werk. Van Leeuwen exposeerde onder andere bij Museum Flehite in Amersfoort, CODA, Apeldoorn en het Centraal Museum in Utrecht. In 2013 won hij de Boellaardprijs.

## Werken (selectie)
- porseleinkast van papier en karton (2007), CODA, Apeldoorn
- Oude Eemloopbrug (2008), Amersfoort
- Beeldbank of Maak me af, maak me compleet (2011), bij Kunsthal KAdE, Amersfoort
- kartonnen kast (2009) en kartonnen vis (2011) voor de Triodosbank Zeist
- kerststal (2011), Museum voor Religieuze Kunst, Uden
- kartonnen kast en sculpturen voor de B&W-kamer in het gemeentehuis Amersfoort

### Fotogalerij

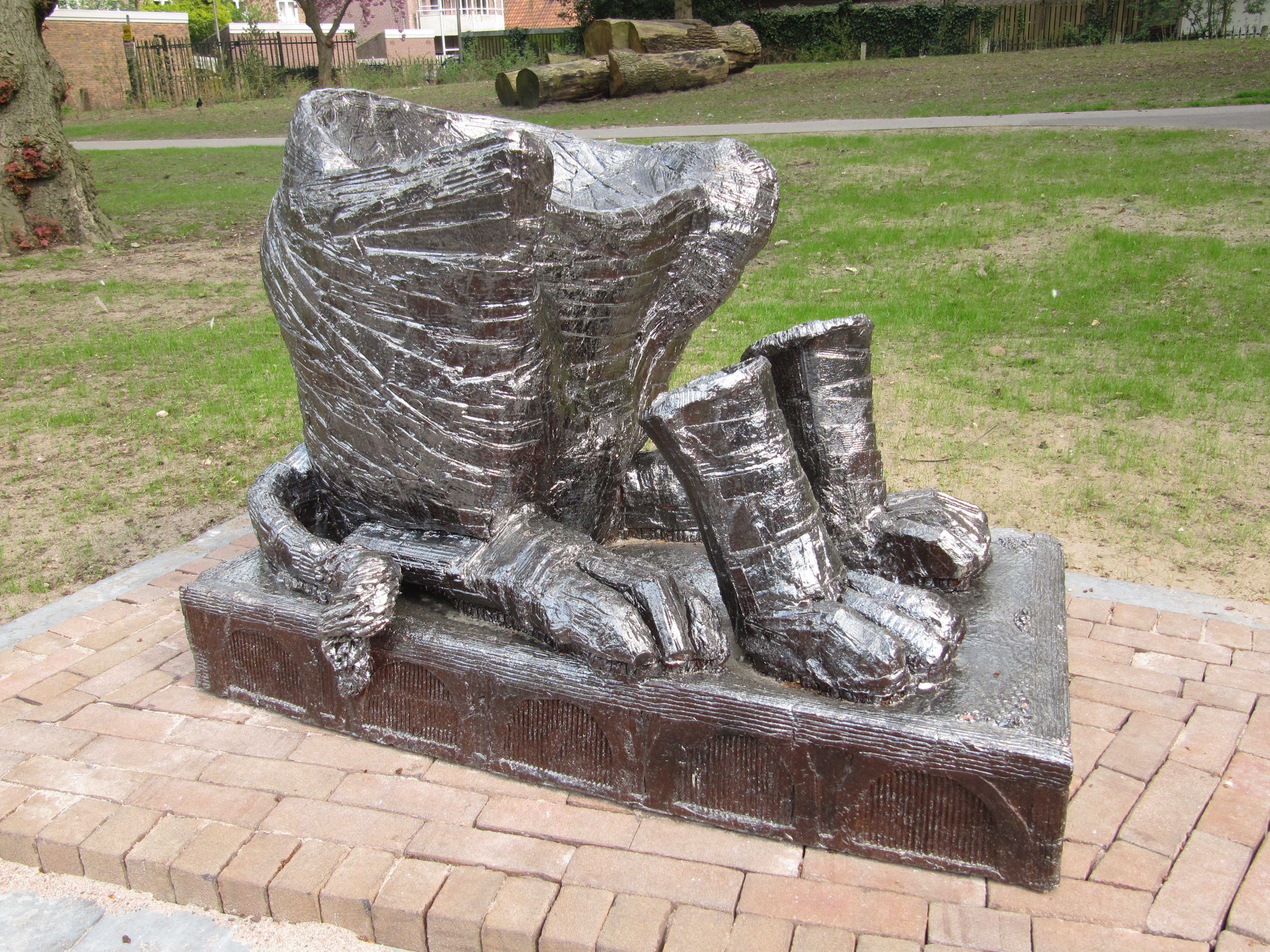
Beeldbank (2011), Amersfoort
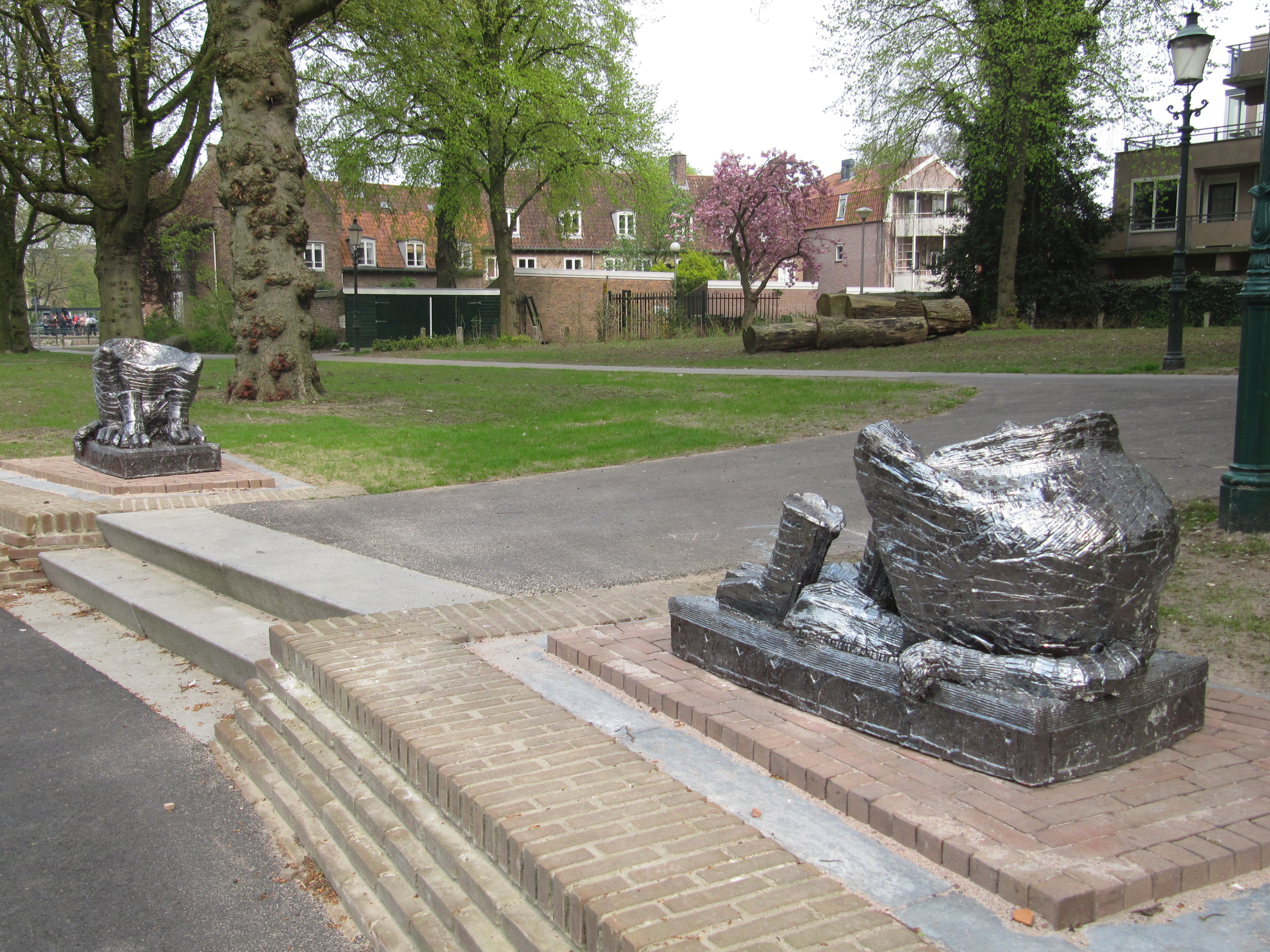
Beeldbank (2011), Amersfoort